# Mirmon Ayesha
Mirmon Ayesha, var en afghansk kunglighet. Hon var gift med Amir Shir Ali Khan, som regerade 1863–1879. 
Hon var en av regentens hustrur; normalt hade Afghanistans monark fyra officiella och ett stort antal inofficiella hustrur liksom slavkonkubiner i sitt palatskomplex Haram Sara i Kabul, då nya hustrur eller konkubiner gavs till regenten i enlighet med stamdiplomatin. Mirmon Ayesha beskrivs dock som hans favorithustru, och det sades att han "älskade henne bortom äktenskapet".
Hon hade ett stort inflytande över maken, som även gjorde sig märkbart inte bara i hovets angelägenheter utan också direkt över politiken, då hon intresserade sig för politik och agerade som makens rådgivare, särskilt ifråga om utnämningar till politiska ämbeten.  Hennes inflytande var känt utanför haremet, att utnämningen av en ny regering sägs ha ägt rum i hennes närvaro i haremet.   Mirmon Ayesha har kallats en av de mest politiskt aktiva av alla regenthustrur i Afghanistans historia.